# 西藏惠通陆华足球俱乐部
西藏惠通陆华足球俱乐部，是已经解散的中国足球俱乐部。俱乐部在2005年底由西藏惠通陆华和大连长波两支球队合并而成的，其中甲资格来自大连长波，参加2006年中甲联赛之时被称为山西路虎，2007年主场迁至呼和浩特市，以呼和浩特队为名参加中甲，但是因为出现球员罢赛弃权，从联赛降级，之后解散。

## 球队简史
俱乐部的前身是在2002年成立的藏鹰雪泉足球俱乐部，球队注册地在西藏，但因中国足协不同意球队将主场放在高海拔的拉萨，因此西藏队主场实际在北京。2003年俱乐部易名为西藏惠通陆华一直在中国足球乙级联赛中比賽，直至2005年底與牵涉到实德系问题的大连长波宣布合併，才獲得了中国足球甲级联赛的参赛資格。俱乐部將主場迁往山西省太原市，以山西路虎为名参加2006年中国足球甲级联赛，最終以第九名完成赛季並保級成功。
在山西省一個赛季後迁往呼和浩特，改名呼和浩特队，並以呼和浩特人民体育场為主場。球队是內蒙古自治區擁有的第一支自己的中甲足球俱乐部。但是到了2007年8月，由於前老總王珀以600萬人民币入主該隊，造成球員不满，在作客對延边队前夕宣傳放棄參與該場球赛，結果最後退岀了中甲联赛。10月23日中国足协正式做出处罚决定，俱乐部被罚款10万元人民币並取消俱乐部弃赛球员2008年的转会资格、禁赛一年。
2009年11月，已经退出解散两年多的俱乐部再次成为中国足球界的焦点。2006年俱乐部总经理王珀、副总经理王鑫“涉嫌利用商业贿赂操纵国内个别足球比赛”，遭公安部刑事拘留，成为2009年末足坛反赌打假风暴中第一例宣告确立的贿赂、假球、赌球事件。

## 曾使用名稱
| 年份   | 球队         | 联赛         | 球队         | 联赛 |
| ------ | ------------ | ------------ | ------------ | ---- |
| 2002年 | 大连三德     | 乙级         | 西藏雪泉     | 乙级 |
| 2003年 | 大连三德     | 乙级         | 西藏雪泉     | 乙级 |
| 2004年 | 大连长波     | 甲级         | 西藏惠通陆华 | 乙级 |
| 2005年 | 大连长波     | 甲级         | 西藏惠通陆华 | 乙级 |
| 2006年 | 山西路虎     | 山西路虎     | 山西路虎     | 甲级 |
| 2007年 | 呼和浩特黑马 | 呼和浩特黑马 | 呼和浩特黑马 | 甲级 |
| 解散   |              |              |              |      |

### 队徽
上部造型采用蒙古民族的图腾——索力德，索力德意为“大纛”、“徽标”、“旗帜”，是蒙古族成吉思汗率领军队驰骋草原的精神图腾，寓意黑马足球队在体育竞技中“战必克、攻必取”，这是进攻之道；下部采用中华传统文化物体——盾——为设计元素，取其“捍卫荣誉、保卫胜利”之意，矛与盾，一攻一守，完整体现出足球体育竞技状态，符合标志设计的行业特征；中部为一匹飞跃、迈进的黑马——蒙古民族是马背上的民族，马的开拓、拼搏、驰骋、胜利精神早已融入到了这个民族的血液中，它是这个民族对成功的寄予和战胜困难的自信。